# Brian Aldiss

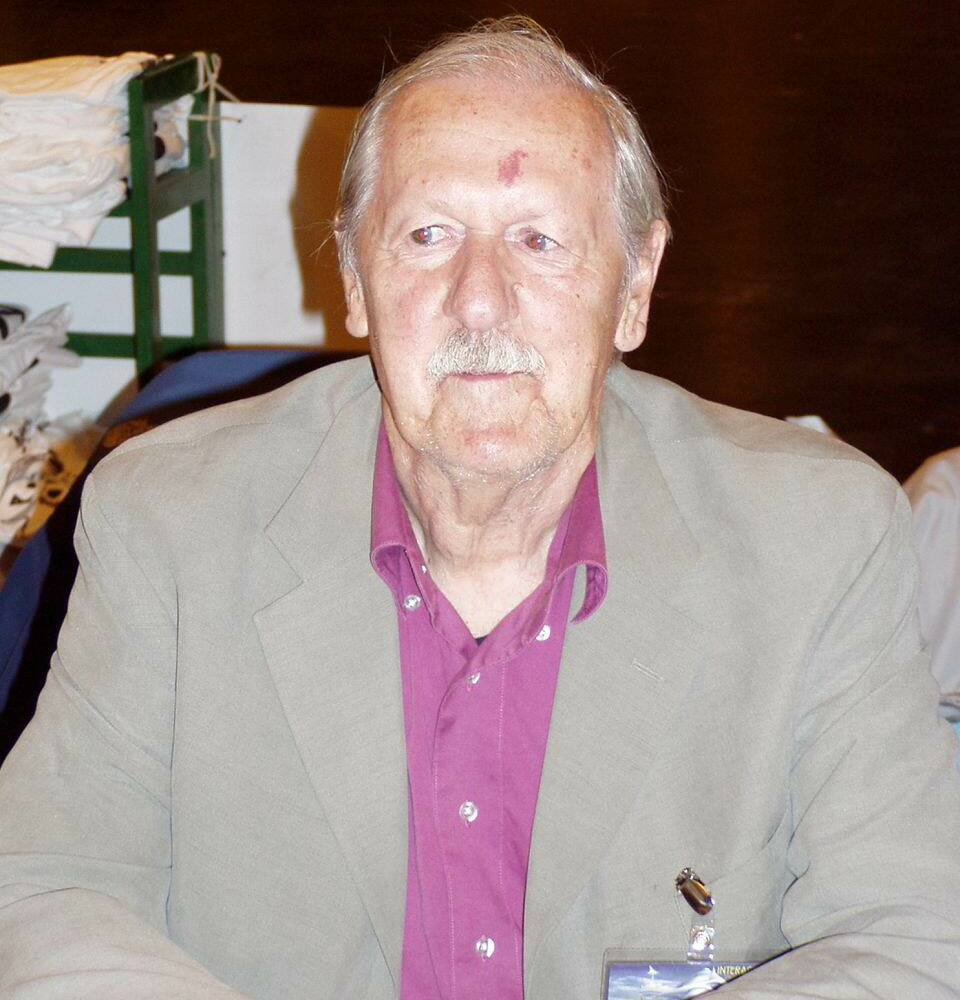
Brian Aldiss beim 63. Welt-Science-Fiction-Kongress (Worldcon) in Glasgow im August 2005

Brian Wilson Aldiss, OBE (* 18. August 1925 in East Dereham, England; † 19. August 2017 in Oxford) war ein britischer Science-Fiction-Autor.

## Leben
Geboren wurde Aldiss 1925 in East Dereham in der Grafschaft Norfolk. Seine Eltern schickten ihn in ein Internat, die West Buckland School in Devon, wo er als Sechsjähriger nach eigenem Bekunden den älteren Mitschülern im Schlafsaal Geistergeschichten erzählte, um nicht verprügelt zu werden. Nach dem Ende der Schulausbildung 1943 leistete er in Burma und Sumatra seinen Militärdienst beim Royal Corps of Signals und der Fourteenth Army in Indien und Burma ab. Nach dem Kriegsende blieb er bis 1947 im Armeedienst vor allem auf Sumatra in Südostasien.
1948 nahm er in Oxford eine Stelle als Buchhändler an. Er veröffentlichte unter dem Pseudonym „Peter Pica“ eine Serie von kurzen Prosastücken in der Fachzeitschrift The Bookseller. 1955 überarbeitete er diese Prosastücke, so dass sie zu einer Novelle zusammengefasst als The Brightfound Diaries bei Faber & Faber erschienen. Bis 1970 wurden danach alle seine Bücher bei diesem Verlag verlegt. Die Buchveröffentlichung ermöglichte es ihm, seine Stelle als Buchhändler zu verlassen. In diesem Jahr belegte er bei einem Kurzgeschichtenwettbewerb des englischen The Observer mit Not for an Age den ersten Platz.
Bereits vor dem Wettbewerb hatte er 1954 seine erste Science-Fiction-Story Criminal Record im Magazin Science Fantasy.
Von 1957 bis 1970 arbeitete er nebenberuflich als verantwortlicher Redakteur für den Literaturteil der Oxford Mail.
Sein schriftstellerischer Durchbruch erfolgte 1958 mit dem SF-Roman Non-Stop (auch Starship, deutsch Fahrt ohne Ende, später Starship – Verloren im Weltraum), der die Reise in einem Generationenraumschiff beschreibt. Er setzt sich sehr genau mit Sprache auseinander und schildert eine Endzeitvision. Diese Themenschwerpunkte finden sich bis 1966 immer wieder in seinen Werken.
Erfolg in den Vereinigten Staaten hatte er neben Non-Stop 1958 mit der Geschichte Judas Dancing. Im Jahr darauf erhielt er den Hugo Award als bester Nachwuchsautor. Ein weiteres Mal erhielt er 1962 den Hugo Award für die Hothouse-Stories in der Kategorie Erzählung.
Anschließend begann er eine Reihe von düsteren Zukunftsvisionen: Greybeard (deutsch: Aufstand der Alten) (1964), The Dark Light Years (1964) und Earthworks (1965) übertrafen auch in puncto Qualität ihre Vorgänger und mehrten den guten Ruf von Aldiss.
1964 wurde Michael Moorcock Herausgeber des Magazins New Worlds und leitete einen Richtungswechsel dieser Zeitschrift zur SF-Literatur New Wave ein. Aldiss war davon begeistert und engagierte sich gemeinsam mit James Graham Ballard sehr stark für diese Zeitschrift, die bald sf als spekulative Fiktion verstand.
Aldiss, der sich ja bereits in seinem ersten Werk mit Sprache genau auseinandersetzte, konnte nun seinen sprachlichen und stilistischen Experimenten freien Lauf lassen. So ließ er in seinem Roman Cryptozoic – als An Age 1967 in New Worlds abgedruckt – die Zeit rückwärts laufen, und in Report on Probability A (1968) verfremdete er die Wahrnehmung und stellte die Erkenntnismethode der Beobachtung in Frage.
Aldiss ist der Erfinder der Minisagas, eine Form sehr kurzer Texte, die mit nur 50 Wörtern eine Geschichte erzählen.
Brian Aldiss war zweimal verheiratet und bekam in jeder Ehe zwei Kinder. Er starb im August 2017 in der Nacht nach seinem 92. Geburtstag.

## Werke

### Barefoot in the Head
Sein vorläufiges Hauptwerk aber wurde Barefoot in the Head (1967/68–1969 in New Worlds), das wegen seiner Komplexität, die manche an James Joyce erinnert, schwer zu lesen ist und die Beschränkungen der klassischen Science Fiction durchbricht. Das Buch ist in einem rasenden, „psychedelisch“ wirkenden Stakkatostil geschrieben, der auch William S. Burroughs’ Buch Naked Lunch als Vorbild erkennen lässt. Ausgangssituation der Story ist bemerkenswerterweise ein Konflikt zwischen den westeuropäischen Staaten und Jugoslawien, in dem die arabischen Nationen des Nahen Ostens gegen die westlichen Staaten Partei ergreifen. Das Buch beginnt kurz nach Ende des Krieges in Frankreich, dessen Bewohner von Bomben mit bewusstseinsverändernden Stoffen in einen Zustand des allgemeinen Wahnsinns versetzt worden sind.
Mit diesem Werk waren die Durchschnittsleser überfordert und reagierten zurückhaltend. Aldiss seinerseits war von der Reaktion der Leser enttäuscht und zog sich für einige Jahre von der Science-Fiction-Literatur zurück. Anfang der 1970er-Jahre entdeckte er dann den Mainstream und schrieb The Horatio Stubbs Saga, eine Trilogie über die Thematik Jugendprobleme, von der aber nur der erste Band die Bestsellerlisten erreichte. Zurück zur SF fand er 1973 mit dem literaturgeschichtlichen Werk The Billion Year Spree, in dem er die Entwicklung der Science Fiction von den ersten Vorläufern (Mary Shelleys Roman Frankenstein) bis in die 1970er-Jahre schildert.
Im selben Jahr veröffentlichte Aldiss Frankenstein Unbound (1973), das für sein schlechtestes Werk gehalten wird, mit einem Plot, der sich so sehr an Mary Shelleys Frankenstein orientiert, dass es fast schon ein Plagiat ist; das Buch wurde im Jahr 1990 von Roger Corman verfilmt. Sein Buch Moreau's Other Island (1979) hielt sich nicht so sklavisch an H. G. Wells’ Die Insel des Dr. Moreau.
1976 unternahm Aldiss mit The Malacia Tapestry einen Ausflug in das Fantasy-Genre. In einer träumerischen bis zynischen Stimmung erzählt er darin sehr detailreich und lebendig die Geschichte des jungen Schauspielers Perian in Malacia, einer norditalienisch anmutenden Renaissance-Stadt in einem Paralleluniversum, zu deren Alltag ganz selbstverständlich bunte Märkte und Vogelmenschen, die Belagerung durch die Osmanen und der Kampf der Obrigkeit gegen die aufkommende Technik gehören.
Weitere SF-Romane und Kurzgeschichten veröffentlichte Aldiss in den 1970ern. Der anhaltende Reiz seiner unkonventionellen SF-Stories zeigte sich darin, dass Stanley Kubrick aus seiner Kurzgeschichte Supertoys Last All Summer Long (1969) eine seiner letzten Filmideen entwickelte, die auf Kubricks Wunsch nach dessen Tod von Steven Spielberg unter dem Titel A.I. – Künstliche Intelligenz verwirklicht wurde und 2001 in die Kinos kam.

### Helliconia
1981 begann Aldiss seine Helliconia-Trilogie mit dem Roman Helliconia Spring, dem Helliconia Summer (1983) und Helliconia Winter (1985) folgten. Dieses 1700-Seiten-Epos nimmt eine Sonderstellung in Aldiss' Werk ein. Es beschreibt eine Welt in einem Doppelsternsystem mit jahrhundertelangen Jahreszeiten. Hauptthema ist der Aufstieg und Fall von Zivilisationen im Verlauf dieser Klimazeiten; es gibt Hinweise auf ein zyklisches Wiederkehren der immer gleichartigen Kulturkreise. Dieses Werk wurde mehrfach ausgezeichnet, unter anderem, weil es einen neuen Maßstab in der Erfindung einer fiktiven Welt darstellt. Die Trilogie ist maßgeblich von der  Gaia-Hypothese des britischen Wissenschaftlers James Lovelock beeinflusst, dem Aldiss auch im Vorwort einer Gesamtausgabe dankt.

## Auszeichnungen
- 1958 Hugo Award als bester Nachwuchsautor
- 1962 Hugo Award für die Erzählungen der Hothouse-Serie
- 1965 Nebula Award für den Kurzroman The Saliva Tree (dt. Der Speichelbaum, 1973, 1983); gilt als einer der Vorläufer des Steampunk-Genres.[8][9]
- 1972 British Science Fiction Association Award für die Kurzgeschichtensammlung The Moment of Eclipse
- 1983 John W. Campbell Memorial Award für den Roman Helliconia Spring
- 1983 BSFA Award für den Roman Helliconia Spring
- 1984 Kurd-Laßwitz-Preis für den Roman Helliconia Spring
- 1986 BSFA Award für den Roman Helliconia Winter
- 1989 Mitglied der Royal Society of Literature
- 2005 Verleihung des Order of the British Empire (OBE) für seine Verdienste um die Literatur[10]
- 2008 Ehrendoktor der Universität Liverpool[11]
- 2013 World Fantasy Award – Convention Award

## Zitat
“Science fiction is no more written for scientists than ghost stories are written for ghosts.”

„Science-Fiction ist genauso wenig für Wissenschaftler geschrieben, wie Gespenstergeschichten für Gespenster.“

## Bibliografie
Die untenstehende Auswahlbibliografie enthält nur die auf Deutsch erschienenen Romane und Erzählbände. Zu einer umfassenderen Bibliografie des umfangreichen Werkes von Aldiss und insbesondere seiner sehr zahlreichen Kurzgeschichten siehe den Hauptartikel mit der Werkbibliografie von Brian Aldiss.
Romanserien
The Horatio Stubbs Saga (Romane)
- 1 The Hand-Reared Boy (1970)
  - Deutsch: Gross durch eigene Hand. Übersetzt von Dieter Holmblad. Gala-Verlag, Hamburg 1971, DNB 720016436. Auch als: Abenteuer auf Sumatra : Horatio Stubbs’ erotische Lehr- und Wanderjahre. Übersetzt von Michael Kubiak. Goldmann #9670, München 1991, ISBN 978-3-442-09670-1.
- 2 A Soldier Erect; or Further Adventures of the Hand-Reared Boy (1971, in: A Soldier Erect; or Further Adventures of the Hand-Reared Boy)
  - Deutsch: Der aufrechte Soldat : Horatio Stubbs’ erotische Lehrjahre. Übersetzt von Michael Kubiak. Goldmann #9671, München 1991, ISBN 978-3-442-09671-8.
- 3 A Rude Awakening (1978)
  - Deutsch: Schule der Leidenschaft : Horatio Stubbs’ erotisches Erwachen. Übersetzt von Michael Kubiak. Goldmann #9672, München 1990, ISBN 978-3-442-09672-5.

Helliconia
- 1 Helliconia Spring (1982)
  - Deutsch: Helliconia Frühjahr. Hohenheim Edition SF #30, 1983, ISBN 978-3-8147-0030-4. Auch als: Helliconia: Frühling. Heyne (Bibliothek der Science Fiction Literatur #50), 1985, ISBN 978-3-453-31157-2.
- 2 Helliconia Summer (1983)
  - Deutsch: Helliconia: Sommer. Übersetzt von Walter Brumm. Heyne (Bibliothek der Science Fiction Literatur #51), 1985, ISBN 978-3-453-31158-9.
- 3 Helliconia Winter (1985)
  - Deutsch: Helliconia: Winter. Übersetzt von Walter Brumm. Heyne (Bibliothek der Science Fiction Literatur #52), 1985, ISBN 978-3-453-31159-6.

Einzelromane
- Non-Stop (1958; auch: Starship, 1959)
  - Deutsch: Fahrt ohne Ende. Übersetzt von Michael Fröhwein. Moewig (Terra #2), München 1956, DNB 363272607. Auch als: Fahrt ohne Ende. Übersetzt von Wulf H. Bergner. Heyne SF & F #3191, 1970. Auch als: Die unendliche Reise. Übersetzt von Bernd Seligmann und Brigitte Borngässer Bastei Lübbe Science Fiction Bestseller #22075, 1984, ISBN 978-3-404-22075-5. Auch: Starship – verloren im Weltraum. Übersetzt von Andrea Blendl. Mantikore Verlag, Frankfurt am Main 2018, ISBN 978-3-96188-017-1.
- X for Exploitation (1960, in: New Worlds Science Fiction, #92 March; auch: Bow Down to Nul; auch: The Interpreter, 1961)
  - Deutsch: Unter dem Terror fremder Sterne. Übersetzt von Clark Darlton. Übersetzt von Walter Ernsting. Balowa-Verlag, DNB 770510205. Auch: Moewig (Terra #250), 1962. Auch als: Die Herrschaft der Nul. Pabel (Utopia Zukunftsroman #553), 1967. Auch als: Unterdrücker der Erde. Übersetzt von Clark Darlton. Ullstein 2000 #133 (Ullstein-Bücher #3364), 1977, ISBN 978-3-548-03364-8.
- The Male Response (1961)
  - Deutsch: O! Afrika. Ins Deutsche übertragen von Hans Wolf Sommer. Bastei-Verlag Lübbe (Bastei-Lübbe-Taschenbuch #13094), Bergisch Gladbach 1987, ISBN 978-3-404-13094-8.
- The Primal Urge (1961; auch: Minor Operation, 1962)
  - Deutsch: Es brennt ein Licht : Roman über die 3. sexuelle Revolution im Namen der englischen Volksgesundheit. Übersetzt von Waltraud Götting. Bastei-Verlag Lübbe (Bastei-Lübbe-Taschenbuch #13004), Bergisch Gladbach 1985, ISBN 978-3-404-13004-7.
- The Long Afternoon of Earth (1962; auch: Hothouse)
  - Deutsch: Am Vorabend der Ewigkeit : Science Fiction-Roman. Deutsche Übersetzung von Walter Ernsting. Heyne-Bücher #3030, München 1979, ISBN 978-3-453-30583-0. Auch als: Der lange Nachmittag der Erde : Science-fiction-Roman. Mit einer Einleitung von Joseph Milicia und einem Nachwort von Franz Rottensteiner. Deutsche Übersetzung von Reinhard Heinz. Heyne SF&F #61, München 1986, ISBN 978-3-453-31290-6.
- The Dark Light-Years (1964)
  - Deutsch: Die dunklen Lichtjahre. Deutsche Übersetzung von Hans Maeter. Heyne SF&F #3945, München 1983, ISBN 978-3-453-30873-2.
- Greybeard (1964)
  - Deutsch: Aufstand der Alten.Deutsche Übersetzung aus dem Englischen von Walter Brumm.  Heyne SF & F #3107, 1967. Auch als: Graubart. Heyne (Bibliothek der Science Fiction Literatur #74), 1989, ISBN 978-3-453-03449-5.
- Earthworks (1965)
  - Deutsch: Tod im Staub : Science-Fiction-Roman. Übersetzt von Evelyn Linke. Lichtenberg (Science Fiction für Kenner #1, München 1970).
- Report on Probability A (in: New Worlds and SF Impulse, March 1967; Einzelausgabe 1968)
  - Deutsch: Report über Probabilität A. Übersetzt von Karl H. Kosmehl. Ullstein 2000 #123 (Ullstein-Bücher #3293), 1976, ISBN 978-3-548-03293-1.
- An Age (in: New Worlds Speculative Fiction, #176 October 1967; auch: Cryptozoic!, 1968; auch: Cryptozoic, 1973)
  - Deutsch: Kryptozoikum. Übersetzt von Karl H. Kosmehl. Ullstein 2000 #121 (Ullstein-Bücher #3277), 1976, ISBN 978-3-548-13277-8. Auch: Bastei-Lübbe-Taschenbuch #24080, 1986, ISBN 978-3-404-24080-7.
- Barefoot in the Head (1969)
  - Deutsch: Barfuss im Kopf : Science-fiction-Roman. Übersetzt von Joachim Körber. Bastei-Verl. Lübbe (Bastei-Lübbe-Taschenbuch #24105), Bergisch Gladbach 1988, ISBN 978-3-404-24105-7. Auch als: Barfuss im Kopf : Ein psychedelischer Roman. Ed. Phantasia, Linkenheim 1988, ISBN 978-3-924959-24-1.
- Frankenstein Unbound (1973)
  - Deutsch: Der entfesselte Frankenstein. Deutsche Übersetzung von Irene Holicki. Heyne SF&F #4103, München 1984, ISBN 978-3-453-31063-6.
- The Eighty-Minute Hour: A Space Opera (1974)
  - Deutsch: Die Achtzig-Minuten-Stunde. Übersetzt von Sigrid Ehemann. Bastei Lübbe Science Fiction Bestseller #22016, 1980, ISBN 978-3-404-01470-5.
- The Malacia Tapestry (1976)
  - Deutsch: Der Malacia-Gobelin : Fantasy-Roman. Deutsche Übersetzung von Walter Brumm. Heyne SF & F #3625, München 1978, ISBN 978-3-453-30535-9.
- Brothers of the Head (1977)
  - Deutsch: Die Brüder des Kopfes. In: Dunkler Bruder Zukunft. Bastei Lübbe Science Fiction Special #24034, 1982, ISBN 978-3-404-24034-0.
- Enemies of the System: A Tale of Homo Uniformis (1978)
  - Deutsch: Feinde des Systems. In: Wolfgang Jeschke (Hrsg.): Feinde des Systems. Heyne SF & F #3805, 1981, ISBN 978-3-453-30707-0.
- A Chinese Perspective (1978, Kurzroman in: Christopher Priest (Hrsg.): Anticipations)
  - Deutsch: Chinesische Perspektiven. In: Brian Aldiss: Dunkler Bruder Zukunft. Originalzusammenstellung. Bastei Lübbe Science Fiction Special #24034, 1982, ISBN 978-3-404-24034-0.
- Life in the West (Squire Quartet#1, 1980)
  - Deutsch: Die Freuden des Westens : Ein Zivilisationsroman. Übersetzt von Waltraud Götting. Lübbe (Bastei-Lübbe-Taschenbuch #13031), Bergisch Gladbach 1986, ISBN 978-3-404-13031-3.
- Moreau’s Other Island (1980; auch: An Island Called Moreau, 1981)
  - Deutsch: Dr. Moreau’s neue Insel. Übersetzt von Heinz Zwack. Hohenheim (Edition SF im Hohenheim Verlag), 1981, ISBN 978-3-8147-0012-0. Auch als: Dr. Moreaus neue Insel. Heyne SF & F #4205, 1985, ISBN 978-3-453-31179-4.
- A Romance of the Equator (1980, Kurzroman in: A Romance of the Equator)
  - Deutsch: Liebe am Äquator. In: Friedel Wahren (Hrsg.): Isaac Asimovs Science Fiction Magazin 20. Folge. Heyne SF & F #4034, 1983, ISBN 978-3-453-30975-3. Auch als: Eine Liebesgeschichte am Äquator. In: Brian Aldiss: Der Flug der Gezeiten. Bastei Lübbe Science Fiction Special #24110, 1988, ISBN 978-3-404-24110-1.
- Ruins (1987, Kurzroman)
  - Deutsch: Ruinen. In: Brian Aldiss: Der Flug der Gezeiten. Bastei Lübbe Science Fiction Special #24110, 1988, ISBN 978-3-404-24110-1.
- White Mars, or, The Mind Set Free: A 21st-Century Utopia (1999; mit Roger Penrose)
  - Deutsch: Weißer Mars oder: Aufbruch zur Vernunft: eine Utopie des 21. Jahrhunderts. Mit einer Charta für die Besiedlung des Mars von Professor Laurence Lustgarten Übersetzt von Usch Kiausch. Heyne SF & F #6350, 1999, ISBN 978-3-453-16168-9.
- HARM (2007)
  - Deutsch: Terror. Übersetzt von Michael Plogmann. Ed. Phantasia (Phantasia-Paperback / Science-Fiction #1011), Bellheim 2009, ISBN 978-3-937897-35-6.

Sammlungen
- Space, Time and Nathaniel (1957)
  - Deutsch: Raum, Zeit und Nathaniel : Science-Fiction-Stories. Deutsche Übersetzung von Birgit Ress-Bohusch. Heyne-Bücher #3406, München 1974, ISBN 978-3-453-30301-0.
- Galaxies Like Grains of Sand (1960)
  - Deutsch: Das Ende aller Tage. Übersetzt von Walter Brumm. Moewig (Terra-Taschenbuch #120), München 1967, DNB 454555245.
- Starswarm (1964)
  - Deutsch: Der Sternenschwarm. Übersetzt von Wulf H. Bergner. Heyne-Bücher #3124, München 1968, DNB 454555318.
- Best Science Fiction Stories of Brian Aldiss (1965; auch: Who Can Replace a Man?, 1966)
  - Deutsch: Der unmögliche Stern. Übersetzt von Rudolf Hermstein. Insel (Phantastische Wirklichkeit: Science Fiction der Welt), 1972. Auch: Suhrkamp (Phantastische Bibliothek #80), 1982, ISBN 978-3-518-37334-7.
- Intangibles Inc. and Other Stories (1969)
  - Deutsch: Die neuen Neandertaler. Übersetzt von Walter Brumm. Heyne SF & F #3195, 1970, DNB 454555261.
- The Moment of Eclipse (1970)
  - Deutsch: Der Moment der Eklipse. Übersetzt von Annette von Charpentier. Bastei Lübbe Science Fiction Special #24049, 1983, ISBN 978-3-404-24049-4.
- The Book of Brian Aldiss (1972; auch: The Comic Inferno, 1973)
  - Deutsch: Alle Tränen dieser Erde. Übersetzt von Tony Westermayr. Goldmann Science Fiction #0238, 1976, ISBN 978-3-442-23238-3.
- Last Orders and Other Stories (1977; auch: Last Orders, 1990)
  - Deutsch: Die letzte Runde. Übersetzt von Annette von Charpentier. Bastei Lübbe Science Fiction Special #24056, 1984, ISBN 978-3-404-24056-2.
- Seasons in Flight (1984)
  - Deutsch: Der Flug der Gezeiten : Eine Reise an die Grenzen der menschlichen Vorstellungskraft Bastei Lübbe Science Fiction Special #24110, 1988, ISBN 978-3-404-24110-1.

deutsche Originalzusammenstellungen:
- Dunkler Bruder Zukunft : Science fiction-Stories. Deutsche Übersetzung: Ralph Tegtmeier. Bastei-Verlag Lübbe (Bastei Lübbe #24034), 1982, ISBN 978-3-404-24034-0.
- Galactic Gallery : Science-fiction-Erzählungen. Zweisprachig Englisch-Deutsch. Übersetzung von Richard Fenzl. Deutscher Taschenbuch-Verlag (dtv #9193), München 1982, ISBN 978-3-423-09193-0.